# ماكس مارغوليس (أستاذ جامعي)
ماكس مارغوليس (بالإنجليزية: Max Margolis) هو مترجم الكتاب المقدس ‏ ومترجم أمريكي، ولد في 15 أكتوبر 1866 في Merkinė ‏ في ليتوانيا، وتوفي في 2 أبريل 1932.